# Stazione di Settimo-Tavagnasco
La stazione di Settimo-Tavagnasco era una stazione ferroviaria posta sulla linea Chivasso–Aosta, nel comune di Tavagnasco. Nella nomenclatura della stazione è indicato il vicino comune di Settimo Vittone.
La denominazione composita è dovuta alla posizione dell'impianto. Questo è posto  infatti sulla riva destra  della Dora Baltea, vicino al centro abitato di Tavagnasco, mentre il comune di Settimo Vittone è posto lungo quella sinistra.

## Strutture ed impianti
Il piazzale è composto da due binari, ciascuno dei quali servito da una propria banchina.
L'attraversamento dei binari è a raso, mediante un'apposita passerella in legno, in quanto risulta assente il sottopassaggio.
La stazione dispone di un fabbricato viaggiatori sviluppato su due piani ma completamente chiuso all'utenza già negli anni precedenti la sospensione del servizio. Esso ospitava al piano terra la sala d'attesa e il dirigente movimento. Al 2017 il primo piano è stato ceduto a privati e convertito ad abitazione privata.

## Movimento
La stazione era servita da treni regionali di Trenitalia nell'ambito del contratto di servizio stipulato con la Regione Piemonte.